# 快兽布斯卡
《快獣布斯卡》（日语：かいじゅうブースカ）是1966年11月9日至1967年9月27日在日本电视台放送，由圆谷制作和東宝製作的特摄电视剧，也是作品内登場架空的快獸名稱，為單色畫作品，全47話。

## 概要
《快獣布斯卡》改編自圓谷製作所的作品《超異象之謎》的一集《卡內貢的繭》 ，主題為「如果家裡住著怪獸怎麼辦？」，該集是一部喜劇，將過去常被視為恐懼對象的怪獸定位為孩子們的朋友，此後概念則演變成了《快獣布斯卡》，創造了不同於超人力霸王系列的全新怪獸形象。除此之外，本作的標題並不是“怪獸”，而是“喜怒無常的快獸” [1]。
作品的喜劇元素，主要為參考當時流行的《小松君》和《小鬼Q太郎》等搞笑漫畫，並充分利用特攝技術創作了類似漫畫的奇幻搞笑劇，帶來具有強烈幻想的故事，並在當時的兒童中很受歡迎。講談社的漫畫雜誌和小學館雜誌也連載了以《快獣布斯卡》為主題的漫畫和圖畫書，開創了媒體組合的發展。
最初計劃於1966年10月5日開播，但推遲了一個月後於11月9日開播。由於製作天數等問題，圓谷原本製作計劃以26集結束，但收視率獲得15%的成績後，擴展到47集。當時收到年輕觀眾的要求為布斯卡增加兄弟，所以查梅貢（チャメゴン）則從第26話開始出現。

## 故事大綱
屯田大作是爱发明的少年，在床上发现了只蜥蜴，為想把它培养成怪兽所以给它喂自己发明的营养剂，但蜥蜴却突然长大30倍，变成了「快兽”布斯卡」。